# Varbóc
Varbóc è un comune dell'Ungheria di 64 abitanti (dati 2001) . È situato nella contea di Borsod-Abaúj-Zemplén.